# Кихтолка
Ки́хтолка — посёлок при станции в Котельском сельском поселении Кингисеппского района Ленинградской области.

## История

Полустанция Кихтолка на карте 1938 года

Согласно топографической карте РККА 1938 года на южной окраине деревни Пиллово находилась полустанция Кихтолка и при ней несколько станционных строений.
По данным 1966, 1973 и 1990 годов посёлок при станции Кихтолка входил в состав Котельского сельсовета.
В 1997, 2002, 2007, 2010 и 2021 годах в посёлке при станции Кихтолка постоянного населения не было.

## География
Посёлок расположен в северо-восточной части района у железнодорожной платформы Кихтолка на линии Калище — Веймарн, к югу от автодороги 41К-008 (Петродворец — Криково).
Расстояние до административного центра поселения — 6 км.
По южной окраине посёлка протекает река Кихтолка.